# Комарова, Анна Игоревна
Анна Игоревна Комарова (род. 9 мая 1956, Москва) — советский и российский учёный в области филологии и лингвистики, доктор филологических наук (1996), профессор (1998). Заслуженный профессор МГУ (2008). Лауреат Премии РАН имени А. А. Григорьева (2009). Заслуженный работник высшей школы Российской Федерации (2005).

## Биография
Родилась 9 мая 1956 года в Москве в семье архитекторов Комарова И.В. и Комаровой И.Н.
С 1973 по 1978 год обучалась на географическом факультете Московского государственного университета.
С 1978 года на научно-педагогической работе в Московском государственном университете в качестве аспиранта и преподавателя английского, испанского и португальского языков географического факультета, с 1988 года на Факультете иностранных языков и регионоведения в качестве доцента и профессора, с 1996 года — заведующая кафедрой иностранных языков для географического факультета, одновременно с 2013 года — профессор
кафедры географии мирового хозяйства географического факультета. А. И. Комарова
читала и вела курсы по вопросам «История языкознания», «Общее языкознание», «Введение в языкознание», «English for writing research papers on geography», «Academic English for scientific publications and presentations on geography» и «Research Writing in English».

### Научно-педагогическая деятельность и вклад в науку
Основная научно-педагогическая деятельность А. И. Комаровой была связана с вопросами в области филологии, методики преподавания иностранных языков (английского, испанского и португальского языков), лингвистики и лингвострановедения, занималась исследованиями в области лексикологии языка для специальных целей, изучения научного регистра речи, теории и практики изучения языка для специальных целей и функциональной стилистики. А. И. Комарова является членом Диссертационного совета МГУ (с 2004), Русского географического общества (с 2006), Национального общества преподавателей английского языка и прикладной лингвистики (с 2005), является членом редакционной коллегии журнала «Вестник Московского университета».
А. И. Комарова была участницей и докладчиком многочисленных всероссийских и международных конференций в том числе: «IATEFL Annual Conference» в Великобритании (1992), Международная конференция «МААL’95» «Язык и мир его носителя» в Москве (1995), «29 International Geographical Congress» в Корее (2000), «International Congress IGU — August 2004 — Glasgow» в Великобритании (2004), Всероссийская научно-практическая конференция «Критерии качества в преподавании иностранных языков в неязыковых вузах» в Санкт-Петербурге (2006), «Regional Conference of IGU (International Geographical Union)» в Австралии (2006), «31 International Geographical Congress» в Тунисе (2008), «Life beyond Dictionaries» в Италии (2013), X Международной научно-практической конференции «Учитель. Ученик. Учебник (в контексте глобальных вызовов современности)», I Международной научно-практической конференции «Языки и культуры в глобальном образовательном пространстве», VIII Международной научно-практической конференции «Актуальные проблемы современного языкового образования в вузе: вопросы теории языка и методики обучения», VI Международной научно-практической конференции «Содержание языковой подготовки: от школы к успеху в карьере», V Международной научно-практической конференции «Преподавание иностранного языка в профессиональном контексте: традиции, инновации, перспективы», XXII Международной научной конференции «Россия и Запад: диалог культур» (2021).
В 1988 году защитила кандидатскую диссертацию по теме: «Филология английского ландшафта», в 1996 году — докторскую диссертацию на соискание учёной степени доктор филологических наук по теме: «Теория и практика изучения языка для специальных целей». В 1998 году приказом ВАК ей было присвоено учёное звание профессор. В 2008 году ей было присвоено почётное звание — Заслуженный профессор МГУ. А. И. Комаровой было написано более семидесяти восьми научных статей, монографий и семьдесят книг, учебников для высших учебных заведений и словарей, в том числе «География. Понятия и термины» (2007), «Английский язык через культуры народов мира» (2008), «75 устных тем по испанскому языку» (2009), «Английский язык для географический специальностей» (2012), «Туризм: природа — культура — путешествия» (2013), «Английский язык для географических специальностей» (2015), «Русско-английский словарь географических терминов» (2021).

## Основные труды
- Филология английского ландшафта / МГУ им. М. В. Ломоносова. Филол. фак. — Москва, 1988. — 162 с.
- Теория и практика изучения языка для специальных целей. — Москва, 1995. — 289 с.
- Английский язык через географию: Учеб. пособие / Комарова А. И., Окс И. Ю., Бадмаева Ю. Б.; Моск. гос. ун-т им. М. В. Ломоносова. Геогр. фак., Фак. иностр. яз. — М., 1999. — 271 с. ISBN 5-89575-018-4
- Функциональная стилистика: научная речь : язык для спец. целей (LSP) / А. И. Комарова. — М. : УРСС, 2004. — 192 с. ISBN 5-354-01019-5
- География. Понятия и термины: пятиязычный академический словарь : русский, английский, французский, испанский, немецкий / В. М. Котляков, А. И. Комарова ; Российская акад. наук. — Москва : Наука, 2007. — 859 с. ISBN 978-5-02-036018-1
- Английский язык через культуры народов мира : учебник : учебник для студентов высших учебных заведений, обучающихся по естественным специальностям / А. И. Комарова, И. Ю. Окс, В. В. Колосовская. — Москва : Высшая школа, 2008. — 467 с. ISBN 978-5-06-005649-5
- 75 устных тем по испанскому языку: для студентов высших учебных заведений неязыковых вузов / Георгий Нуждин, Анна Комарова. — 8-е изд. — Москва : Айрис-пресс, 2009. — 253 с. ISBN 978-5-8112-3776-0
- Английский язык для географический специальностей: учебник для студентов высших учебных заведений / А. И. Комарова, И. Ю. Окс, Ю. Б. Бадмаева. — Изд. 3-е. — Москва : ЛИБРОКОМ, 2012. — 287 с. ISBN 978-5-397-03203-2
- Толковый двуязычный словарь по географии: русско-английский, англо-русский / В. М. Котляков, А. И. Комарова. — Москва : Диалог культур, 2012. — 751 с. ISBN 978-5-902690-21-4
- Туризм: природа — культура — путешествия: пятиязычный словарь : русский (с краткими дефинициями), английский, французский, испанский, немецкий / В. М. Котляков, А. И. Комарова. — Москва : Кодекс, 2013. — 671 с. ISBN 978-5-904280-33-8
- Английский язык для географических специальностей: учебник для студентов высших учебных заведений / А. И. Комарова, И. Ю. Окс, Ю. Б. Бадмаева. — Изд. 4-е. — Москва : ЛИБРОКОМ, 2015. — 287 с. ISBN 978-5-9710-1460-7
- Английский язык: туризм и сервис: учебник / А. И. Комарова, И. Ю. Окс. — Москва : КноРус, 2016. — 248 с. ISBN 978-5-406-04132-1
- Русско-английский словарь географических терминов с толкованиями на русском и английском языках: около 7000 словарных статей / В. М. Котлякова, А. И. Комарова ; Российская академия наук, Институт географии. — Изд. 2-е. — Москва : URSS, cop. 2021. — 751 с. ISBN 978-5-9710-8971-1[4]
- а так же многочисленные публикации[5]

## Награды
- Заслуженный работник высшей школы Российской Федерации (2005 — «За заслуги в научной работе и значительный вклад в подготовку квалифицированных специалистов»)[6]
- Премия РАН имени А. А. Григорьева (2009 — За книгу «География: понятия и термины. Пятиязычный академический словарь»)[7]